# Luis del Mármol Carvajal
Luis del Mármol Carvajal (Granada, 1520 – Vélez-Málaga, 1600) è stato un viaggiatore, militare e storico spagnolo.
Ha vissuto per molti anni tra gli abitanti moriscos del sultanato di Granada e nelle regioni berbere dell'Africa Nord, durante gran parte del XVI secolo.

## Opere
- Descripción general de África, sus guerras y vicisitudes, desde la fundación del mahometismo hasta el año 1571 . Ed. Granada, (1573–1599).
- Historia del rebelión y castigo de los moriscos del Reino de Granada . Alicante : Biblioteca Virtual Miguel de Cervantes, 2001.